# Boronia ramosa
Boronia ramosa är en vinruteväxtart. Boronia ramosa ingår i släktet Boronia och familjen vinruteväxter.

## Underarter
Arten delas in i följande underarter:
- B. r. anethifolia
- B. r. lesueurana
- B. r. ramosa